# ハロウィーン・イベント2020
「ハロウィーン・イベント2020」（英: Halloween Event 2020）は、2020年9月18日から11月8日までユニバーサル・スタジオ・ジャパンで開催された秋のシーズナル・プログラムの総称である。

## 概要
2011年から2019年までは、同時期に『ユニバーサル・サプライズ・ハロウィーン』が開催されていた。2020年は、新型コロナウイルスの感染拡大防止を目的に、ニューノーマル時代に対応した新たなシーズナル・プログラムとして実施された。
また、前年の「ユニバーサル・サプライズ・ハロウィーン」でエンターテインメント「ゾンビ・デ・ダンス」のアンバサダーを務めた三代目 J SOUL BROTHERS from EXILE TRIBEのNAOTOと山下健二郎が、今年はニューノーマル対応イベントの“サポーター”として参加。本年は「モンスター・デ・ダンス」で引き続き「Rat-tat-tat」が使用され、昨年の振付に加え、手を左右に広げる動作などソーシャルディスタンスを意識した「ソーシャルディスタンス・ラタタ」が導入された。

## プログラム

### ミニオン・モンスターズ・グリーティング
| ミニオン・モンスターズ・グリーティング Minions Monsters Greeting | ミニオン・モンスターズ・グリーティング Minions Monsters Greeting |
| ---------------------------------------------------------------- | ---------------------------------------------------------------- |
| 開始日                                                           | 2020年9月18日                                                    |
| 終了日                                                           | 2020年11月8日                                                    |
| 開催場所                                                         | キャノピー ミニオン・パーク                                      |
| 開催時間                                                         | キャノピー：1日3回程 ミニオン・パーク前：随時開催                |
| タイプ                                                           | グリーティング                                                   |
| スポンサー                                                       | はごろもフーズ株式会社                                           |

フランケンシュタインやドラキュラ伯爵など、モンスターの姿に変身したミニオンたちが登場するグリーティング。ゲストとのふれあいを楽しめるプログラムとなっている。
キャノピーでは、ランダムで4体のミニオンが登場し、ショーの冒頭にはダンスタイムが設けられている。一方、ミニオン・パークでは登場スケジュールが公開されておらず、グルーを含むランダムな2体が登場する形式となっている。

### ワンダーランド・シーズンズ・ジョイ ～ハロウィーンver.～
| ワンダーランド・シーズンズ・ジョイ ～ハロウィーンver.～ Wonderland Season's Joy: Halloween version | ワンダーランド・シーズンズ・ジョイ ～ハロウィーンver.～ Wonderland Season's Joy: Halloween version                                                             |
| -------------------------------------------------------------------------------------------------- | --- |
| 開始日                                                                                             | 2020年9月18日 |
| 終了日                                                                                             | 2020年11月8日 |
| 開催場所                                                                                           | ピーナッツ：「フライング・スヌーピー」前 ハローキティ：「ハローキティのリボン・コレクション」前 セサミストリート：「エルモのイマジネーション・プレイランド」前 |
| 開催時間                                                                                           | 1日6回程 |
| タイプ                                                                                             | グリーティング |

「ユニバーサル・ワンダーランド」各所で開催されるグリーティング。ピーナッツ、ハローキティ、セサミストリートのキャラクターたちがハロウィーン限定の衣装を身にまとい、ゲストとのふれあいを楽しめる内容となっている。

### トリック・オア・トリート
| トリック・オア・トリート Trick or treat | トリック・オア・トリート Trick or treat                                |
| --------------------------------------- | ---------------------------------------------------------------------- |
| 開始日                                  | 2020年9月18日                                                          |
| 終了日                                  | 2020年11月8日                                                          |
| 開催場所                                | パーク全体（ウィザーディング・ワールド・オブ・ハリー・ポッターを除く） |
| 開催時間                                | 10:00 - 18:00                                                          |
| タイプ                                  | ストリート・エンターテイメント                                         |
| スポンサー                              | はごろもフーズ株式会社                                                 |
| 利用制限                                | 小学生以下のゲスト                                                     |

ハロウィーン仕様のポシェットを持ったクルーに「トリック・オア・トリート」の合言葉を伝えると、小学生以下のゲストにキャンディがプレゼントされるプログラム。

### モンスター・デ・ダンス
| モンスター・デ・ダンス Monsters de Dance | モンスター・デ・ダンス Monsters de Dance |
| ---------------------------------------- | ---------------------------------------- |
| 開始日                                   | 2020年9月18日                            |
| 終了日                                   | 2020年11月8日                            |
| 開催場所                                 | メルズ・ステージ                         |
| 開催時間                                 | 1日4回 - 6回程                           |
| タイプ                                   | ステージ・ショー                         |
| 所要時間                                 | 約15分                                   |

ショー・アトラクション「ユニバーサル・モンスター・ライブ・ロックンロール・ショー」に登場するドラキュラや狼男などのモンスター・エンターテイナーたちが、シアターを飛び出してステージに登場するステージ・ショー。ショーの締めくくりには、ゲストとともに「ソーシャルディスタンス・ラタタ」を踊る演出が取り入れられている。

#### 披露曲
- マイリー・サイラス「Fly on the Wall（英語版）」
- ゴッドスマック「When Legends Rise（英語版）」
- 三代目 J SOUL BROTHERS from EXILE TRIBE「Rat-tat-tat」

### ゾンビーツ
| ゾンビ―ツ ZOM-BEATS | ゾンビ―ツ ZOM-BEATS                                               |
| ------------------- | ----------------------------------------------------------------- |
| 開始日              | 2020年9月18日                                                     |
| 終了日              | 2020年11月8日                                                     |
| 開催場所            | パエスシアター前（ニューヨーク・エリア / デランシー・ストリート） |
| 開催時間            | 1日3回 - 4回                                                      |
| タイプ              | ステージ・ショー                                                  |
| 所要時間            | 約10分                                                            |

ゾンビたちがハロウィーンの楽曲をパワフルな歌声とダンスで披露するステージ・ショー。

#### 披露曲
- ジャネット・ジャクソン「Black Cat」
- リアーナ「Disturbia」（3曲のうち1曲がランダムで披露される）
- フィフス・ハーモニー「I'm in Love with a Monster（英語版）」（3曲のうち1曲がランダムで披露される）
- P!NK「Funhouse（英語版）」（3曲のうち1曲がランダムで披露される）
- フォール・アウト・ボーイ「My Songs Know What You Did in the Dark（英語版）」
- マイケル・ジャクソン「Thriller」

## イベント

### マスクコスプレ選手権
新型コロナウイルス感染症の世界的流行により日常化したマスクを活用し、そのデザイン性を競う「マスクコスプレ選手権」が開催された。
本選手権は「マスクアレンジ」「USJマスク」「全身コスプレ」の3部門で構成され、ゲストは以下の方法で参加できた。
- マスクアレンジ部門：市販のマスクにハロウィーンのデコレーションを施した「オリジナルマスク」をデザイン
- USJマスク部門：パークで販売されているキャラクターマスクを主役にしたコーディネート
- 全身コスプレ部門：マスクと衣装を組み合わせた全身コスプレ

参加者は、制作したコスプレやマスクの写真を「#マスクコスプレ選手権」と、それぞれの部門ごとのハッシュタグ（#マスクアレンジ部門、#USJマスク部門、#全身コスプレ部門）を付けてSNSに投稿。入賞者にはプレゼントが用意された。

### コスプレ・サタデー
「マスクコスプレ選手権」をさらに盛り上げるイベントとして、2020年に初めて開催された企画。10月の毎週土曜日に、ゲストが仮装をしてパークを盛り上げる取り組みが行われた。
ハロウィーン期間中、仮装のテーマと関連するハッシュタグが公式WEBサイトやTwitter、Instagramで発表され、参加者はそれに沿ったコスプレを楽しんだ。

## ハロウィーンver.の施設

### フォーティセカンド・ストリート～グリーティング・ギャラリー～
「ミニオン」と「スヌーピー」のギャラリーでは、ハロウィーン限定のアートが登場。撮影された写真は、ハロウィーン仕様の特製ホルダーに入れて持ち帰ることができた。

### ハリウッド・ドリーム・ザ・ライド
ライド・アトラクション「ハリウッド・ドリーム・ザ・ライド」と「ハリウッド・ドリーム・ザ・ライド～バックドロップ～」のドリームトラックに、期間限定で「Rat-tat-tat」が搭載された。
さらに三代目 J SOUL BROTHERS from EXILE TRIBEのNAOTOと山下健二郎による特別メッセージが、通常バージョンとバックドロップバージョンそれぞれに収録され、アトラクション体験中に流れた。

## グッズ
今季初めてシリーズ化された「おばけのキャスパー」のグッズをはじめ、『チャイルド・プレイ』シリーズのチャッキーや、ドラキュラに扮したスヌーピーのなりきりグッズなど、新たなアイテムが販売された。
また、より気軽に新たなパーク体験に挑戦してもらうことを目的に、ハロウィーン期間限定の特典が用意された。
- ユニバーサル年間パス・ユニバーサル年間パス ライト：提示するとハロウィーンフード・グッズが20%割引（グッズ: 9月18日～、フード: 9月28日～）
- ユニバーサル年間パス VIP：9月1日から12月31日まで、パーク内のすべてのフード・グッズが30%割引となる特典が継続適用された。

## フード
ハロウィーンのカーニバルをイメージし、カラフルに装飾された「ユニバーサル・マーケット」では、9月28日よりハロウィーン限定メニューが登場。チュリトスやピッツァ・スティックなど、季節感あふれるフードが提供された。
また、ハロウィーン衣装を身にまとったミニオンをテーマにしたフードも多数登場。主なメニューは以下の通り。
- ハロウィーンミニオン・ポップコーンバケツ（アップルパイ・ポップコーン）
- くろねこミニオンまん ～ハチャメチャカレー～
- ハロウィーン・ミニオン・シュークリーム ～チョコバナナ～

ユニークで遊び心あふれるメニューが展開され、ハロウィーンならではの食体験を楽しめる内容となった。